# Nuova Rivista Storica
Nuovo Rivista Storica – włoskie recenzowane naukowe czasopismo historyczne, publikujące artykuły poświęcone historii Włoch, Europy i powszechnej. Zostało założone w 1917 przez Corrada Barbagalla.